# フォルトゥナ (ルーベンス)
『フォルトゥナ』（西: La Fortuna, 英: Fortune）は、バロック期のフランドルの巨匠ピーテル・パウル・ルーベンスが1636年から1638年ごろに制作した絵画である。油彩。主題はローマ神話の運命の女神フォルトゥナから取られている。ルーベンス最晩年の作品で、スペイン国王フェリペ4世の発注によってエル・パルド山中に建設された狩猟館トゥーレ・デ・ラ・パラーダの装飾のために制作された。現在はマドリードのプラド美術館に所蔵されている。またベルリンの絵画館に油彩による準備習作が所蔵されている。

## 主題
アプレイウスの『黄金のろば』によると、フォルトゥナは盲目であり、人間を正しく判断して選んだことはなく、相応しくない者ばかりを助けては、さかしまな意見を人間に抱かせるので、悪人が評判を得て栄える一方、心の正しい者が悪評で苦労するという。ホラティウスではフォルトゥナは船乗りが恐れる海の女王であった。移り気なフォルトゥナは不安定な球体や、風の変わりやすさを象徴する帆などを持つ姿で表された。

## 制作経緯
フェリペ4世はスペイン領ネーデルラント総督の座にあった枢機卿フェルナンド・デ・アウストリア親王を仲介して、1636年に改築が終わったトゥーレ・デ・ラ・パラーダの装飾のためにルーベンスに神話画63点、狩猟画50点におよぶ膨大な作品を発注した。この大規模発注を納期までに完成させるために、ルーベンスは下絵を描いてヤーコプ・ヨルダーンスやヤン・ブックホルストといった画家たちに発注の大部分を委託した。このうちルーベンス本人が完成させたものは本作品を含む約15点の重要な作品のみと見られ、1638年には大量の作品群がマドリードに向けて発送された。

## 作品

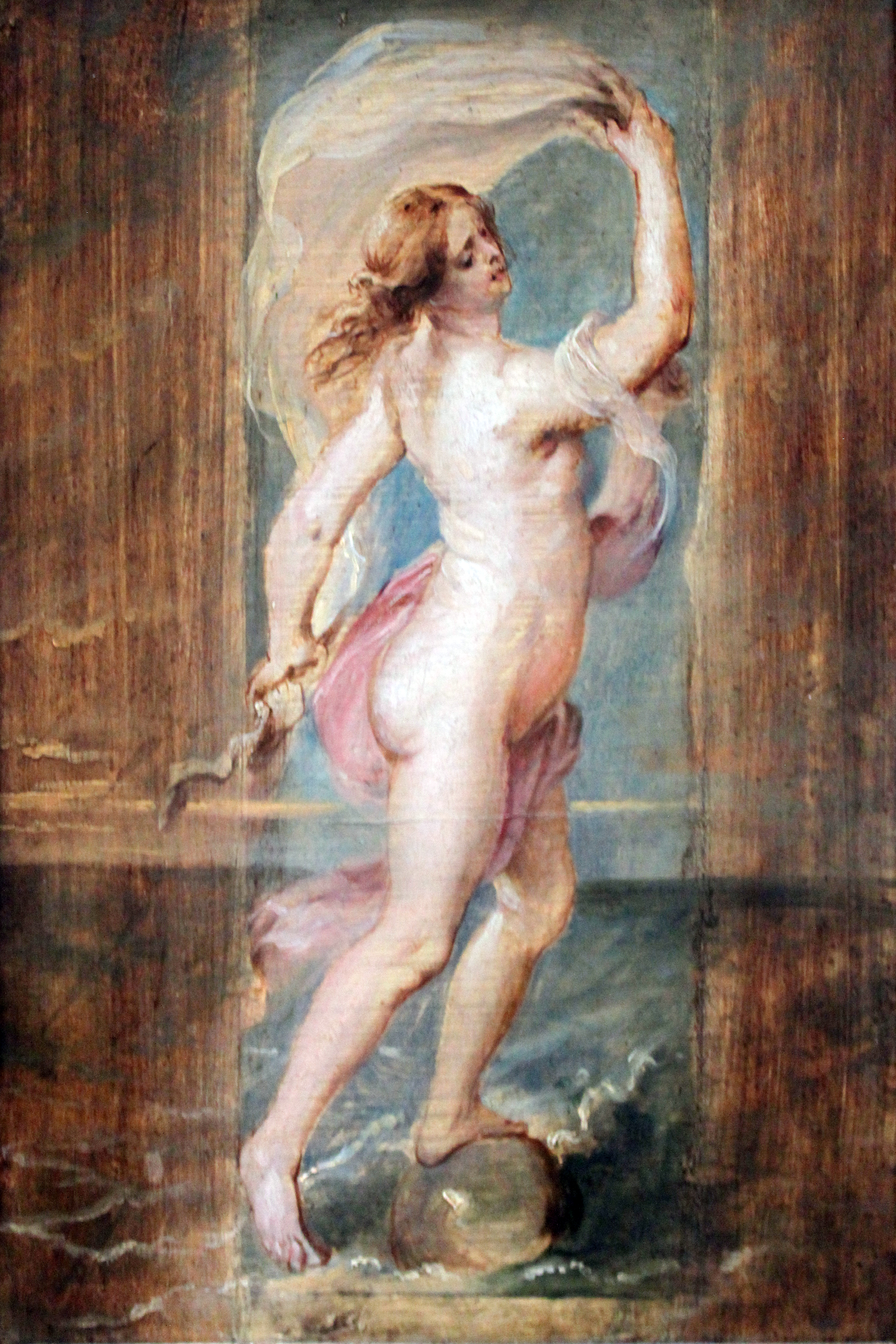
本作品の油彩による準備習作『フォルトゥナ』。ベルリンの絵画館所蔵。

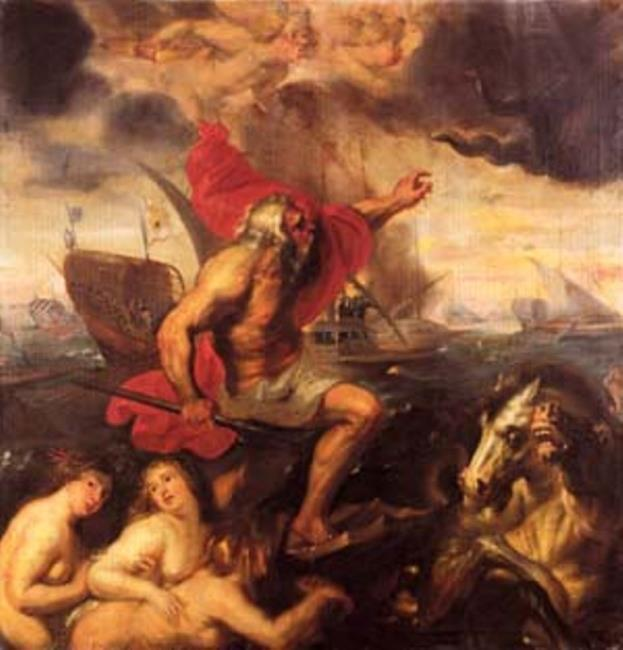
ルーベンスの絵画『クォス・エゴ』。作品名はウェルギリウスの叙事詩『アエネーイス』中の、海神ネプトゥヌスが海をかき乱す風に怒って発した言葉に由来する（1巻135行）。1635年ごろ。アントウェルペン王立美術館所蔵。

女神フォルトゥナは荒れた海の上に横からの視点で立っている。女神は両手に移ろいやすい運勢を象徴する帆を持ち、左手を大きく振り上げながら丸く愛らしい瞳を鑑賞者の側に向けている。背景の海はまるで船乗りの運命を翻弄するかのようであり、画面左側の背景に見える遠くの海は静かに凪いでいるのに対し、右側は嵐が吹き荒れ、周囲の波を荒れさせている。女神はその荒れた海に浮かぶ不安定な球体を右足で踏んでおり、両手に持った帆は風をはらんで大きくはためいている。
ルーベンスは背景の海とはためく布を躍動感のあるタッチで描いており、海の寒色に対して布に暖色を配することで画面に活気をもたらしている。動きのあるポーズをまとめ上げるデッサン力は卓越しており、そこに生身の女性の肌の温もりを感じさせる色彩と柔らかさを与えている。
ベルリンの絵画館に所蔵されている習作と比較すると、完成作では多くの変更が加えられていることが分かる。フォルトゥナが海上に浮かんだ球体を踏み、両手に帆を持っている点は共通しているが、球体を踏んでいる足や振り上げている手はいずれも逆になっている。これらの変更を加えることで、習作では身体をひねって背中を見せつつ背後を振り返っていたフォルトゥナに前進する身体の動きが生まれ、女神の上半身の正面が見えるようになり、胴体の柔らかい肌が強調されている。この変更はトゥーレ・デ・ラ・パラーダ装飾事業の直前に制作した『クォス・エゴ』（ Quos Ego）の女性像の1つを利用したとの意見もある。
フォルトゥナはアプレイウスの『黄金のろば』などで言及されているが、一般的に古代の物語とは関係なく運勢の擬人像として描かれた。その点は本作においても同じであり、トゥーレ・デ・ラ・パラーダのために制作された作品の多くが、オウィディウスの『変身物語』を典拠とするギリシア神話から取られているのに対して、本作品は物語を持たない点で異色の作品である。同様の作品は他にも『メルクリウス』（Mercurio）、『サテュロス』（Sátiro）、『理性』（La Razón）が知られ、ルーベンスはその多くを工房と協力して制作している。またトゥーレ・デ・ラ・パラーダの装飾事業では多くの画家たちに制作を委託しているため、別の画家によって制作された可能性も指摘されているが、精巧に形作られた顔や肌、習作の後に加えられた変更点などから、完成作の制作者がルーベンス本人であることは確実視されている。
図像的な着想源としては、ルネサンス期の法学者アンドレーア・アルチャートの『エンブレム集』の、1621年のパドヴァ版に描かれたフォルトゥナが指摘されている。そこではフォルトゥナは商業と芸術の神であるメルクリウス（ギリシア神話のヘルメス）とともに描かれているが、安定した大きな立方体に座したメルクリウスとは対照的に、フォルトゥナは不安定かつ小さな球体を踏みながら、両手ではためく帆をつかんでいる。この点からルーベンスは『フォルトゥナ』と『メルクリウス』を組み合わせて室内に設置することを構想していた可能性がある。

## 来歴
『フォルトゥナ』は1701年にトゥーレ・デ・ラ・パラーダ1階の第4室で記録されたのち、1714年のトゥーレ・デ・ラ・パラーダ焼失を生き残った。1796年以降は王立サン・フェルナンド美術アカデミーが所蔵し、フェルナンド7世の死後の1834年にプラド美術館の前身である王立絵画彫刻美術館（Real Museo de Pinturas y Esculturas）に所蔵された。

## ギャラリー
本作品以外にもルーベンスはトゥーレ・デ・ラ・パラーダのために以下のような作品を制作した。このうち、『我が子を食らうサトゥルヌス』や『ガニュメデスの略奪』といった作品は本作品とほぼ同じサイズのキャンバスに描かれている。いずれもプラド美術館に所蔵されている。

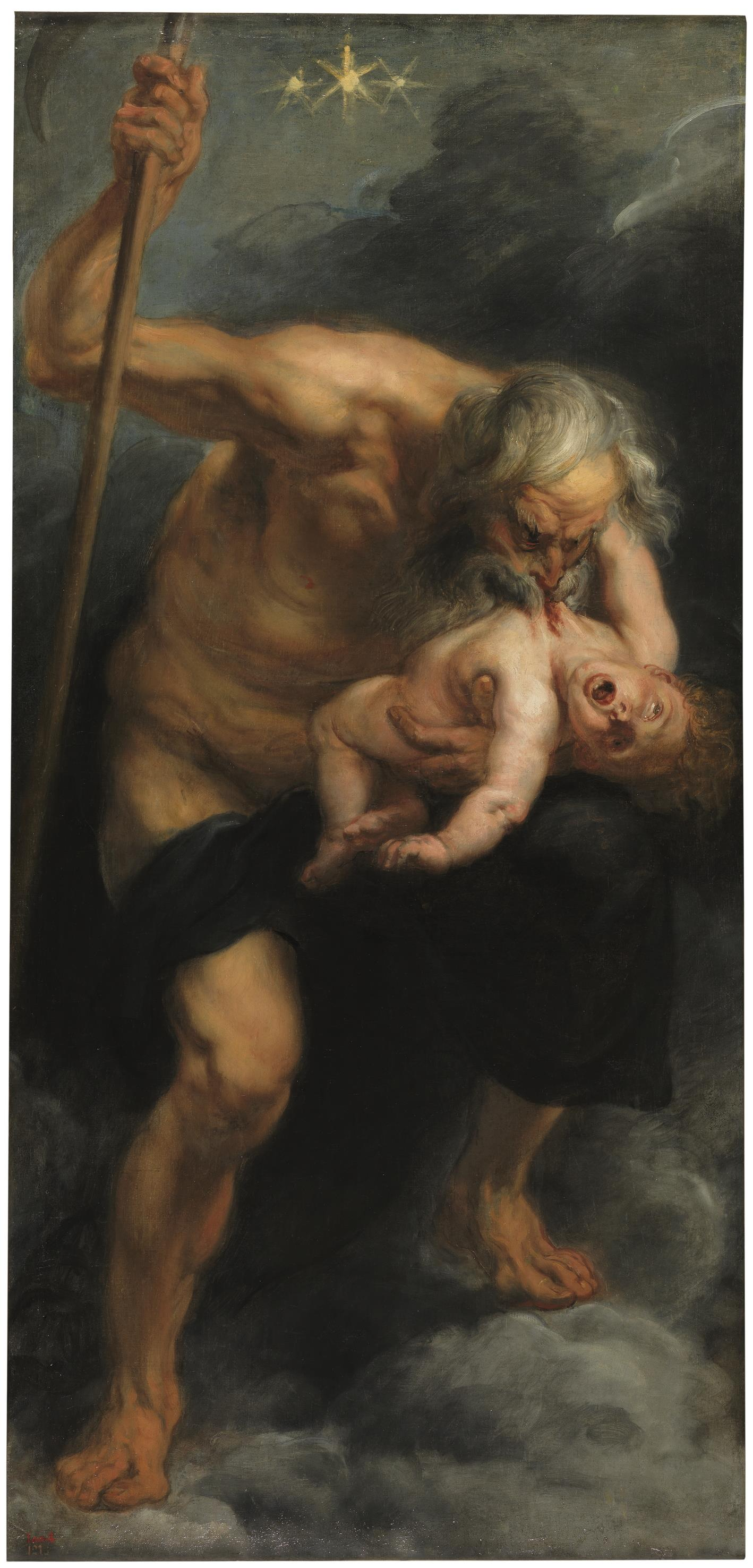
『我が子を食らうサトゥルヌス』
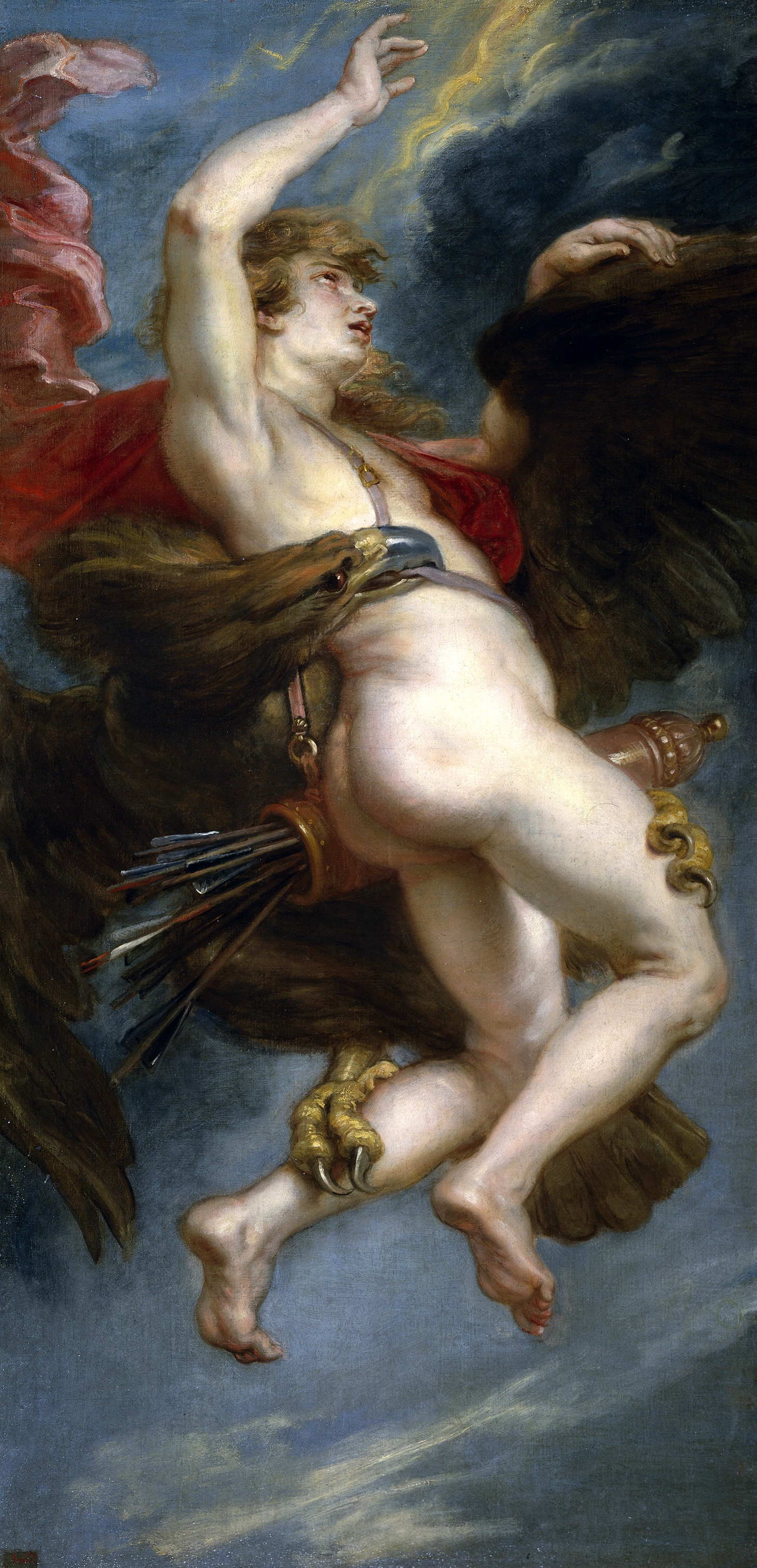
『ガニュメデスの略奪』
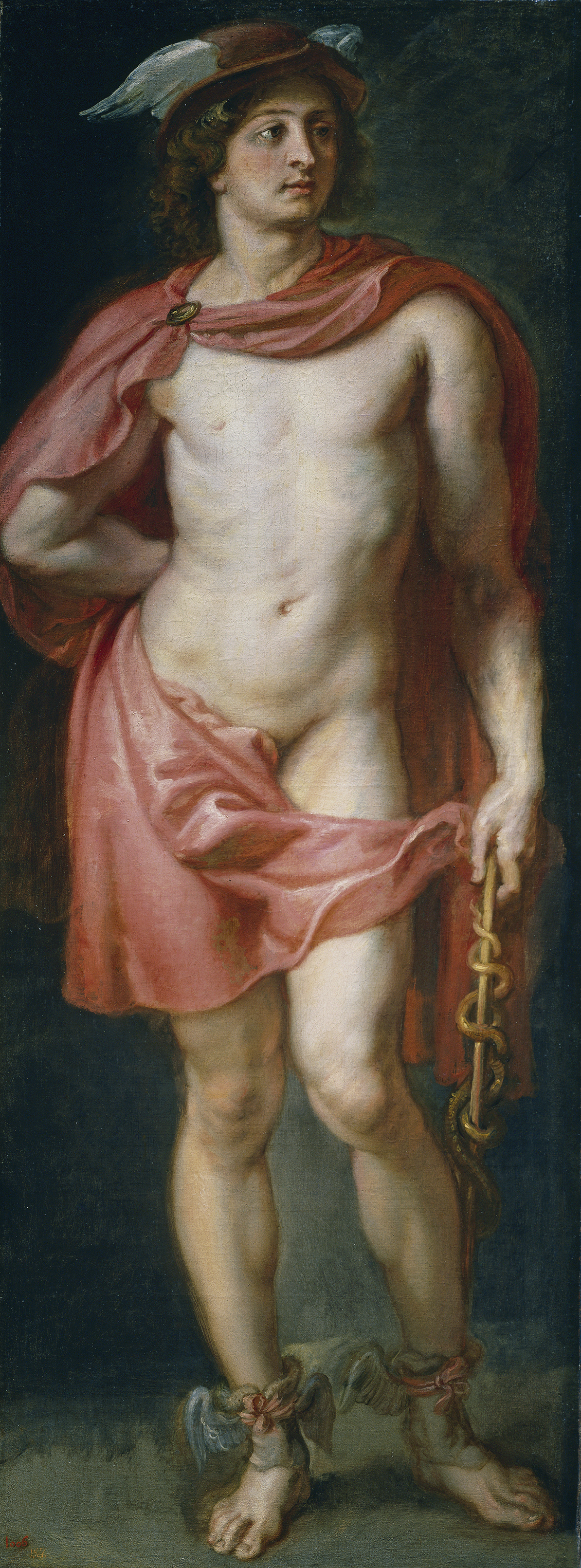
『メルクリウス』
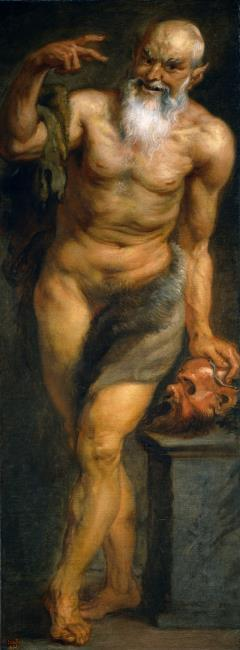
『サテュロス』